# Mistrovství světa ve vodním slalomu 1961
Mistrovství světa ve vodním slalomu 1961 se uskutečnilo v německém Hainsbergu pod záštitou Mezinárodní kanoistické federace. Jednalo se o 7. mistrovství světa ve vodním slalomu.

## Muži

### Kánoe
| Závod       | Zlato | Body  | Stříbro | Body  | Bronz                                                                                                | Body  |
| C1          | Manfred Schubert (GDR)                                                                                                | 481.4 | Bohuslav Pospíchal (TCH)                                                                                     | 486.4 | Ingo Kirsch (GDR)                                                                                    | 487.1 |
| C1 družstvo | Československo Tibor Sýkora Jaroslav Pollert Bohuslav Pospíchal                                                       | 708.4 | Východní Německo Karl-Heinz Wozniak Gert Kleinert Manfred Schubert                                           | 735.3 | Švýcarsko Michel Weber Jean-Claude Tochon Marcel Roth                                                | 865.3 |
| C2          | Východní Německo Günther Merkel Manfred Merkel                                                                        | 408.0 | Československo Miroslav Stach Zdeněk Valenta                                                                 | 413.9 | Východní Německo Dieter Friedrich Horst Kleinert                                                     | 442.9 |
| C2 družstvo | Východní Německo Gernot Bergmann a Horst Rosenhagen Dieter Friedrich a Horst Kleinert Günther Merkel a Manfred Merkel | 546.2 | Československo Zdeněk Baumruk a Josef Polák Josef Hendrych a Vladimír Lánský Miroslav Stach a Zdeněk Valenta | 678.3 | Švýcarsko Charles Dussuet a Jean-Paul Rössinger Jean Meichtry a Suchet Jean Pessina a Robert Zürcher | 859.4 |

### Kajak
| Závod       | Zlato                                                           | Body  | Stříbro                                                 | Body  | Bronz                                                   | Body  |
| K1          | Eberhard Gläser (GDR)                                           | 351.5 | Roland Hahnebach (GDR)                                  | 367.7 | Jiří Černý (TCH)                                        | 369.9 |
| K1 družstvo | Východní Německo Horst Wängler Eberhard Gläser Roland Hahnebach | 411.0 | Československo Jaroslav Vyhlíd Jiří Černý Zdeněk Košťál | 526.8 | Polsko Eugeniusz Kapłaniak Jan Niemiec Władysław Piecyk | 620.7 |

## Ženy

### Kajak
| Závod | Zlato                  | Body  | Stříbro                  | Body  | Bronz                 | Body  |
| K1    | Ludmila Veberová (TCH) | 511.4 | Anneliese Bauerová (GDR) | 574.0 | Ute Strompelová (GDR) | 617.4 |

## Mix

### Kánoe
| Závod | Zlato                                          | Body  | Stříbro                                     | Body  | Bronz                                       | Body  |
| C2    | Československo Vratislava Nováková Karel Novák | 527.0 | Východní Německo Edith Nickel Willi Landers | 541.3 | Československo Jarmila Pacherová Václav Nič | 551.5 |

## Medailové pořadí zemí
| Pořadí | Země             | Zlato | Stříbro | Bronz | Celkem |
| ------ | ---------------- | ----- | ------- | ----- | ------ |
| 1      | Východní Německo | 5     | 4       | 3     | 12     |
| 2      | Československo   | 3     | 4       | 2     | 9      |
| 3      | Švýcarsko        | 0     | 0       | 2     | 2      |
| 4      | Polsko           | 0     | 0       | 1     | 1      |
| Celkem | Celkem           | 8     | 8       | 8     | 24     |